# أولوف مولر
أولوف مولر (بالسويدية: Olof Möller)‏ هو كاتب خيال علمي وكاتب سويدي، ولد في 1923 في ريغا في لاتفيا، وتوفي في 1985 في ستوكهولم في السويد.